# Emilio Patriarca
Emilio Patriarca (ur. 10 lipca 1937 w Varese) – włoski duchowny rzymskokatolicki posługujący w Zambii, w latach 1999-2014 biskup Monze.

## Życiorys
Święcenia kapłańskie przyjął 28 czerwca 1962. 22 czerwca 1999 został prekonizowany biskupem Monze. Sakrę biskupią otrzymał 19 września 1999. 10 lutego 2014 przeszedł na emeryturę.